# Shenzhong (sockenhuvudort i Kina, Qinghai Sheng, lat 36,72, long 101,19)
Shenzhong (kinesiska: 申中, 申中乡) är en sockenhuvudort i Kina. Den ligger i provinsen Qinghai, i den nordvästra delen av landet, omkring 53 kilometer väster om provinshuvudstaden Xining. Antalet invånare är 14 594. Befolkningen består av 7 124 kvinnor och 7 470 män. Barn under 15 år utgör 17,0 %, vuxna 15-64 år 75 %, och äldre över 65 år 6,0 %.
Runt Shenzhong är det ganska tätbefolkat, med 75 invånare per kvadratkilometer. Närmaste större samhälle är Huangyuan Chengguanzhen, 8,5 km sydost om Shenzhong. Trakten runt Shenzhong består i huvudsak av gräsmarker.
Genomsnittlig årsnederbörd är 470 millimeter. Den regnigaste månaden är juli, med i genomsnitt 130 mm nederbörd, och den torraste är januari, med 2 mm nederbörd.